# Salignac-de-Mirambeau

Salignac-de-Mirambeau este o comună în departamentul Charente-Maritime, Franța. În 1 ianuarie 2022 avea o populație de 164 de locuitori.